# Christian Rossi
Christian Rossi (Saint-Denis, 31 december 1954) is een Franse stripauteur.

## Biografie
Christian Rossi zijn interesse voor stripverhalen werd al op jonge leeftijd gewekt. Samen met zijn buurjongen Marc Malnés maakten hij in zijn jeugd stripverhalen. In Parijs studeerde hij zes jaar voor grafisch ontwerper aan de École Estienne. Rossi begon zijn strip-carrière met het publiceren van een kort verhaal in het stripblad Formule 1 onder leiding van Jijé (1973). Deze tekenaar kan als zijn leermeester beschouwd worden. Drie jaar lang werd hij door Jije gecoacht en ontwikkelde Rossi zijn eigen stijl.Na zijn militaire dienst werkte hij een tijdje in de reclame, maar vanaf 1977 publiceerde  hij weer regelmatig stripverhalen in diverse striptijdschriften, waarvan het tijdschrift Djinn de belangrijkste is. Hij kwam in contact met Henri Filippini waarvoor hij de strip Freddy Joubert tekende (gepubliceerd door uitgeverij Glenat). Daarna volgde zijn eerste westernstrip De huifkar van Hermes op scenario van Philippe Bonifay. In 1985 bundelde hij de krachten met Serge Le Tendre voor De lotgevallen van Julius Antoine en met Pierre Makyo De cyclus van de twee Horizonten. Eind jaren tachtig  komt Rossi in contact met Jean-Michel Charlier. Rossi neemt de tekening van de Jim Cutlass- serie over in navolging van Jean Giraud. Na de dood van Charlier verzorgt Giraud het scenario. De serie werd voorgepubliceerd in (Wordt vervolgd) en verscheent in albums van Casterman.
In 2003 scoort Rossi hoge ogen met de serie W.E.S.T. waarin geschiedenis gemixt wordt met fantasie en avontuur, op scenario van Fabien Nury (gepubliceerd door uitgeverij Dargaud) 

## Albums
Freddy Joubert, detective, Mondria 1981-1983
- Taxi naar de hel
- Ontvoering op het witte doek
- Tempete sur Haiti - onvertaald

De huifkar van Hermes, Mondria 1982-1987
- De toneelspeler	1982-2010
- L'indien noir, onvertaald
- Kathleen, onvertaald
- La petite sirène, onvertaald

De lotgevallen van Julius Antoine, Titanic/Dendros/Arboris 1985-1989
- Léa
- Het huis
- Het onderwerp

De cyclus van de twee horizonten, Oranje 1990-1993
- Jordan
- Selma
- Het hart van de reis

Jim Cutlass  1991-1999
- De man van New Orleans
- De witte alligator
- Storm over het zuiden
- Tot de nek
- Colts, spoken en zombies
- De donkere nacht

W.E.S.T, Dargaud 2005-2011
- De val van Babylone
- Century Club
- El Santero
- De 46ste staat
- Megan
- Seth

Deadline, scenario door Laurent-Frédéric Bollée, Glenat, 2012 
XIII Mysterie : Felicity Brown, scenario door Matz, Dargaud, 2015
Het hart van de Amazones, scenario door Geraldine Bindi, Casterman 2018 
The Ballad of Soldier Odawaa, scenario door Cédric Apikian,  2019 onvertaald